# Caio Lucas Fernandes
Caio Lucas Fernandes (sinh ngày 19 tháng 4 năm 1994), còn được biết với tên đơn giản Caio, là một cầu thủ bóng đá Brasil thi đấu ở vị trí tiền vệ chạy cánh cho Sharjah FC

## Sự nghiệp
Caio sinh ra ở Araçatuba, Brasil, và chuyển đến Nhật Bản năm 2011 lúc 17 tuổi. Trước đó, anh thi đấu cho đội trẻ São Paulo FC, nhưng không thể tiến lên đội chính, và rời khỏi câu lạc bộ. Anh cũng cố gắng gia nhập kình địch Santos FC và Palmeiras, nhưng không được chấp nhận. Khi anh đã chuẩn bị từ bỏ bóng đá, anh được khám phá bởi một trường Đại học Nhật Bản thi đấu ở Birigui. Anh đăng kí vào Chiba Kokusai High School ở Kimitsu và chơi bóng cho câu lạc bộ của trường. Sau khi tốt nghiệp, anh gia nhập câu lạc bộ J1 League Kashima Antlers năm 2014. Trong mùa giải chuyên nghiệp đầu tiên, Caio ghi 8 bàn từ cánh trái giúp Kashima Antlers giành quyền tham gia Giải vô địch bóng đá các câu lạc bộ châu Á. Anh đạt danh hiệu Cầu thủ trẻ xuất sắc nhất năm của J. League.

## Danh hiệu

### Câu lạc bộ
Kashima Antlers
- J.League Cup: 2015

### Cá nhân
Cầu thủ trẻ xuất sắc nhất năm của J. League 2015